# Космачів
Космачі́в — село в Україні, у Рівненському районі Рівненської області. Населення становить 286 осіб.

## Географія
Село розміщене на правому березі річки Горинь, у яку в межах села впадає річка Косма.

## Символіка
Символи затверджені 28 листопада 2024 року рішенням Костопільської міської ради. Автори – А. Гречило та Ю. Терлецький.

### Герб
У синьому полі срібна балка, над якою дві золоті лілеї, а під нею - така ж одна; на широкому золотому бордюрі 10 зелених соснових шишок.
Три лілеї походять із герба власника поселення у XVII ст. - Йосифа Чаплича-Шпановського. Срібна смуга означає річку Косму, від якої село отримало назву. Шишки символізують багаті соснові ліси, серед яких виник Космачів. Золото (жовтий колір на прапорі) вказує на сільське господарство, а синій - місцеві водойми. Щит увінчано золотою сільською короною з колосків, що вказує на статус села.

### Прапор
Квадратне жовте полотнище, по периметру якого 9 зелених соснових шишок, а у центрі - квадратне поле (розміром у чверть поля прапора), яке складається із трьох горизонтальних смуг - синьої, білої та синьої (співвідношення їхніх ширин рівне 7:2:7), на верхній синій - дві жовті лілеї, на нижній синій - одна жовта лілея.

## Історія
1632 року після поділу родинного спадку Йосиф Чаплич-Шпановський — майбутній православний єпископ Луцький та Острозький, син Миколи — отримав у власність місто Космачів.
У 1906 році село Підлужанської волості Рівненського повіту Волинської губернії. Відстань від повітового міста 52 верст, від волості 18. Дворів 74, мешканців 541.

## Населення
Згідно з переписом УРСР 1989 року чисельність наявного населення села становила 297 осіб, з яких 144 чоловіки та 153 жінки.
За переписом населення України 2001 року в селі мешкало 286 осіб.

### Мова
Розподіл населення за рідною мовою за даними перепису 2001 року:
| Мова       | Відсоток |
| ---------- | -------- |
| українська | 98,25 %  |
| російська  | 1,75 %   |